# بطولة كرة القدم الألمانية 1954
بطولة كرة القدم الألمانية 1954 (بالألمانية: Deutsche Fußballmeisterschaft 1953/54)‏ هو الموسم 44 من بطولة كرة القدم الألمانية ‏. أقيم خلال الفترة 2 مايو 1954 وحتى 21 مايو 1954، وأشرف على تنظيمه اتحاد ألمانيا لكرة القدم، وكان عدد الأندية المشاركة فيه 6، وفاز فيه هانوفر 96.